# Ipotești–Cândești-kultúra

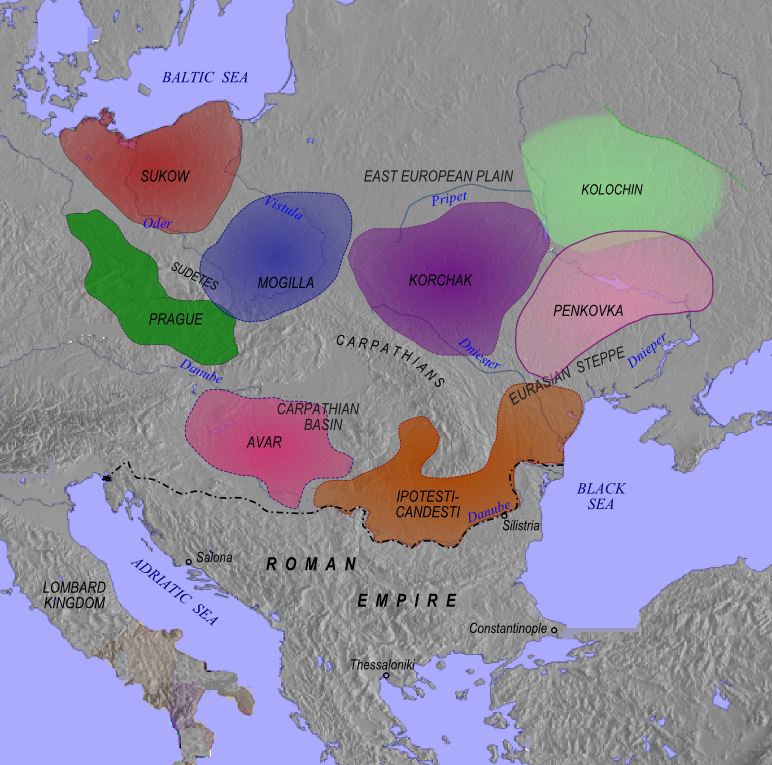
A Prága–Penykivka–Kalocsin kultúrcsoportot korai szláv népességhez, míg az Ipotești–Cândești-kultúrát germán–szláv keveredéshez kötik a régészek.

Az Ipotești–Cândești-kultúra a 6. század közepén kialakult régészeti kultúra volt, amely a mai Románia keleti és délkeleti részén, elsősorban a Prut és az Alsó-Duna közötti területeken terjedt el. Kialakulása a Prága–Penykivka- és a Prága–Korcsak-kultúrák szláv jellegű elemeinek, valamint a helyi germán, főként gót hagyományoknak az összeolvadásához köthető. Régészeti leletanyaga alapján a kultúra lakossága germán és szláv eredetű népességből állt. Egyes kutatók ezzel szemben úgy vélik, hogy az Ipotești–Cândești-kultúra a korábbi csernyahivi kultúra örököse, és az antok egy csoportjához köthető.

## Régészeti eredmények
Az Ipotești–Cândești-kultúra egy késő ókori–kora középkori régészeti kultúra, amely a mai Románia területének keleti és déli vidékein, elsősorban a Déli-Kárpátok és az Alsó-Duna közötti sávban alakult ki. Időben a hun konfederáció összeomlása (Kr. u. 5. század közepe) és a bolgárok megjelenése (7. század közepe) közé esik, így egy átmeneti, gyakran politikai és etnikai bizonytalanságokkal terhelt korszakot képvisel. A kultúra értelmezésében éles különbségek mutatkoznak: míg a román régészeti hagyomány ezt a régészeti horizontot a dákorománság kialakulási folyamatának egyik végső, bizonyító szakaszaként értelmezni, addig a nemzetközi szakirodalom, különösen a kelet- és közép-európai kutatók, az Ipotești–Cândești-kultúrát a Prága–Korcsak–Zsitomir típusú korai szláv kultúrák déli változatának tekinti, a leletanyag, az építészet, a településszerkezet és a kerámiastílus alapján. 

##### Településszerkezet
Az Ipotești–Cândești-kultúra településszerkezete elsősorban kis méretű, ideiglenes jellegű falvakból állt, amelyeket rendszerint vízfolyások, patakok vagy folyók közelében létesítettek. Ezek a települések csak néhány évig voltak lakottak, általában öt-tíz éven belül elhagyták őket, majd a közösségek új helyszínt választottak a letelepedéshez. A települések rövid életciklusa miatt nincs jelentős antropikus rétegréteg, és gyakori, hogy egyes falurészek egymáshoz viszonylag közel ismétlődnek, mint például a Dulceanca 1, 2 és 4 nevű lelőhelyek esetében. A házak túlnyomó többsége félig földbe mélyített szerkezet volt, kis alapterülettel, jellemzően 10 és 16 négyzetméter között. Ezek a lakóépületek általában csak 0,5–0,8 méterrel mélyültek a talajszint alá, de előfordultak teljes egészében földfelszíni házak is, főleg Nyugat-Muntenia térségében. A földbe mélyített házak sűrűsége és típusa nem utal eltérő kulturális hagyományokra, hanem inkább a talajviszonyok, különösen az agyagréteg mélysége magyarázza az egyes régiók közötti különbségeket. Így a földfelszíni házak megjelenése nem egy más építészeti stílus hatására történt, hanem elsősorban a geológiai adottságok következménye.

##### Fűtés
Az Ipotești–Cândești-kultúra házaiban mindenütt található fűtésre szolgáló rész, ami éles kontrasztot mutat a 4. századi kultúrákkal, ahol az ilyen megoldások még ritkaságszámba mentek. Három fő típusa ismert: az alföldi térségekben agyagba mélyített kemencék, a dombvidéken kőkemencék, míg Olteniában négy lelőhelyen téglákból épített kemencék kerültek elő. Ez utóbbi típus ritkább a korai szláv és germán kultúrákban, viszont a késő római régészeti horizonton gyakrabban előfordul. A román régészek éppen ezen négy római típusra hasonlító kemence jelenlétét tekintik egyik fő érvnek amellett, hogy a kultúra egy dákoromán eredetű népességhez köthető, és nem a szlávokhoz.

##### Kerámia
Az Ipotești–Cândești-kultúra településein feltárt régészeti leletanyag egyik legjellegzetesebb és legbőségesebb összetevője a kerámia. A teljes kerámiaanyag megoszlása viszonylag kiegyensúlyozott: a leletek körülbelül fele kézzel formált, míg a másik fele gyorskorongon készült edényekből áll. A lassúkorongos darabok előfordulása ritkább, és technológiailag kevésbé jelentős. A kerámiatípusok aránya jelentős regionális különbségeket mutat. Nyugat-Muntenia és Oltenia lelőhelyein a gyorskorongolt edények túlsúlyban vannak: arányuk gyakran eléri, sőt meghaladja a 90–95 százalékot (pl. Ipotești, Gropșani, Copăceanca). Ezzel szemben Közép-Munteniában, különösen a Bukarest környéki lelőhelyeken (pl. Militari), a kézzel formált kerámia dominál, és a korongolt edények aránya gyakran 50 százalék alá esik. A feltárt kerámia többsége egyszerű, vízszintesen karcolt díszítésű, és díszítetlensége, illetve a formai egyszerűség a kultúra korai szakaszára utal. A román történetírás egyik visszatérő érve a dákoromán népesség feltételezése mellett a korongolt kerámia jelenléte. Értelmezésük szerint ez a technológia kizárólag római eredetű lehet, így az azt használó közösség is a római népesség leszármazottja, vagyis dákoromán eredetű. A nemzetközi szakirodalom azonban hangsúlyozza, hogy a gyorskorongolt fazekasság a 6. századi szláv és germán kultúrákban is megjelenik, ráadásul olyan területeken is kimutatható (például a mai Fehéroroszországban vagy Lengyelországban), amelyek soha nem álltak római uralom alatt. Továbbá, a gyorskorongolt edények nem a kultúra egészére jellemzők: elsősorban Nyugat-Munteniában és Olteniában fordulnak elő, vagyis olyan térségekben, amelyek a Bizánci Birodalom határához közel estek, és így közvetlen provinciális vagy kereskedelmi hatásokat mutatnak. A kultúra más régióiban (például Közép-Munteniában vagy a keleti területeken) ez a technológia nem terjedt el, ami arra utal, hogy nem egy egységes, római eredetű népességről van szó. Egy ennyire lokálisan korlátozott technikai jelenség alapján tehát nem indokolt egy általános „dákoromán” etnikai folytonosságot feltételezni. Rendkívül érdekes, hogy a Govora-Huidu II nevű lelőhelyen feltárt kerámiák között egy agyagból készült, fémöntéshez használt öntőkanál is előkerült, ami rendkívül ritka a korszak lelőhelyein.

##### Temetkezés
Az Ipotești–Cândești-kultúra temetkezési gyakorlata továbbra is az egyik legkevésbé feltárt és legellentmondásosabb aspektusa ennek a régészeti horizontnak. A több tucat ismert település ellenére a hozzájuk köthető temetkezési helyek száma rendkívül alacsony, ami komoly kihívást jelent az etnikai és társadalmi viszonyok rekonstruálása szempontjából. A jelenlegi adatok alapján csupán a Sărata Monteoru lelőhely temetője emelkedik ki a korszakból, amely egyedüliként mutat zártabb, régészeti értelemben értékelhető temetkezési együttest. A kevés feltárt sírban talált mellékletek azonban egyértelműen a korai szláv temetkezési kultúrával mutatnak párhuzamokat.